# ریچارد گیبز
ریچارد گیبز (انگلیسی: Richard Gibbs؛ زادهٔ ۵ دسامبر ۱۹۵۵) یک آهنگساز فیلم و تهیه‌کننده موسیقی آمریکایی است که از آثارش می‌توان به دکتر دولیتل، خانه مامان بزرگ، ملکه نفرین‌شده، مجموعه تلویزیونی ناوبر فضایی گالاکتیکا و اولین فصل سیمپسون‌ها اشاره نمود.